# Myrtea pristiphora
Myrtea pristiphora är en musselart som beskrevs av Dall och Simpson 1901. Myrtea pristiphora ingår i släktet Myrtea och familjen Lucinidae. Inga underarter finns listade i Catalogue of Life.